# Meta Quest
Meta Quest (ранее Oculus VR) — бренд компании Reality Labs, дочерней компании Meta. Подразделение выпускает гарнитуры виртуальной реальности Meta Quest.
Основана Палмером Лаки, Бренданом Ирибом, Майклом Антоновым и Нэйтом Митчелом в июле 2012 года в Ирвине. В данный момент штаб-квартира компании находится в Менло-Парке. Oculus специализируется в создании аппаратного и программного обеспечения для виртуальной реальности.
В апреле 2012 года Лаки представил созданный для видео-игр шлем виртуальной реальности Oculus Rift, а уже в августе была запущена кампания на Kickstarter с целью сделать шлем доступным для разработчиков. Кампания оказалась успешной и собрала $2.4 миллиона, в десять раз больше заявленной цели в $250000. Для разработчиков были выпущены две предпроизводственные модели: Oculus VR DK1 (первый набор разработки 1) и Oculus VR DK2 (второй набор разработки). Потребительское решение было выпущено 28 марта 2016 года с обновленным дизайном, использующим особые дисплеи виртуальной реальности, позиционное аудио (звук с пространственным эффектом), и систему отслеживания при помощи инфракрасных датчиков.
В марте 2014 года генеральный директор Facebook Марк Цукерберг согласился купить Oculus VR за 2,3 миллиарда долларов с оплатой деньгами и акциями. В 2015 году Oculus VR купил Surreal Vision, британский стартап, работающий над 3D реконструкцией и смешанной реальностью, заявляя, что Oculus VR может начать разрабатывать продукты для телеприсутствия.
Кроме того, компания Oculus VR сотрудничала с Samsung для разработки Samsung Gear VR в ноябре 2015 года для смартфонов Samsung Galaxy.

## История

### Основание компании
Будучи проектировщиком наголовных дисплеев в исследовательском Институте Креативных Технологий Университета Южной Калифорнии, Палмер Лаки получил репутацию владельца крупнейшей частной коллекцией наголовных дисплеев в мире, а также долгое время был модератором на форуме Meant to be Seen (рус. «Это должны увидеть»).
При помощи форумов Meant to be Seen, Палмер пришёл к идее создания нового наголовного дисплея, который был бы и эффективнее существующих предложений на рынке, и дешевле для геймеров. Для разработки нового продукта Лаки основал компанию Oculus VR вместе с сооснователями Scaleform Брэнданом Ирибом, Майклом Антоновым, Нэйтом Митчеллом и Андрю Скоттом Риссом.
По совпадению, Джон Кармак из id Software занимался собственными исследованием наголовных дисплеев и наткнулся на разработки Палмера как участник того же форума Кармак испытал ранний прототип устройства, и он ему понравился; незадолго до выставки Electronic Entertainment Expo в 2012 году, id Software объявили о поддержке шлемов виртуальной реальности в будущих версия Doom 3 и Doom 3 BFG Edition.
Во время выставки Кармак представил соединённый изолентой дисплей виртуальной реальности, основанный на прототипе Oculus Rift Палмера, на котором работало программное обеспечение Кармака. Устройство представляло собой высокопроизводительный гиростабилизатор и 5.6-дюймовый (14 см) LCD-экран, видимые через линзы для двух глаз, размещенные так, чтобы обеспечить 90° горизонтальную и 110° вертикальную стереоскопичную 3D-перспективу. Позднее Кармак покинул id Software, так как согласился на роль технического директора Oculus VR.

### Финансирование Oculus Rift и компании
После демонстрации прототипа Oculus Rift на выставке E3 в июне 2012 года, уже 1 августа компания запустила кампанию на Kickstarter для дальнейшего развития продукта. Oculus объявили, что участники, пожертвовавшие как минимум $300 получат версию Oculus Rift для разработчиков в качестве награды с ожидаемой датой отправки в декабре 2012 года (однако, набор разработчиков были высланы лишь в марте 2013 года).
Кроме того, была ограниченная серия разобранных прототипов Oculus Rift, насчитывавшая сто устройств, и которая должны быть отправить месяцем раньше за пожертвования от $275. Обе версии должны быть включать Doom 3: BFG Edition, однако игра ещё не поддерживала Rift, что впоследствии Oculus возместили скидочными ваучерами для Steam или магазина приложений Oculus на выбор. Кампания собрала необходимую сумму в $250 тысяч в течение четырёх часов после запуска, а ещё менее через 36 часов собранная сумма прошла отметку в $1 млн. Впоследствии кампания завершилась, собрав $2 437 429.
Марк Андриссен стал председателем Oculus 12 декабря 2013 года после того, как его компания Andreessen Horowitz вложила $75 млн в серии B венчурного финансирования. В целом, Oculus VR собрал $91 млн, из которых $2.4 млн были получены при помощи краудфандинга.

### Поглощение Фейсбуком
Несмотря на то, что компанией был выпущен только прототип дисплея виртуальной реальности, 25 марта 2014 года Марк Цукерберг объявил о поглощении компанией Facebook компании Oculus VR за $2 млрд. Сумма включает $400 млн наличными и 23,1 млн обыкновенных акций Facebook, оцениваемых в $1.6 млрд, а также дополнительно $300 млн при условии, что Facebook достигнет определённых целей. Участники Kickstarter, вложившие деньги, высмеяли такой шаг, посчитав, что поглощение противоречит независимой идеологии краудфандинга.
Многие такие участники и личности из игровой индустрии, как, например, разработчик Minecraft Маркус Перссон, раскритиковали продажу Oculus VR Фейсбуку. 28 марта 2014 года Майкл Абраш был объявлен директором по науке Oculus VR.
С января 2015 года штаб-квартира Oculus VR переехала из Ирвина в Менло-Парк, где также находится штаб-квартира Facebook. В Oculus заявили, что такой шаг обусловлен близостью работников к Кремниевой долине.

### Oculus Story Studio
В 2014 году компания Oculus VR основала Oculus Story Studio для того, что начать разработку контента для кино в виртуальной реальности. Студией руководит креативный директор и «ветеран» Pixar с шестилетним стажем Сашка Унзелд (нем. Saschka Unseld. The studio was first launched publicly at the 2015 Sundance Film Festival. Студия выпустил три фильма в виртуальной реальности — «Dear Angelica» (рус. Дорогая Анжелика, Henry рус. Генри и Lost (рус. Потерянный — до своего закрытия в мае 2017 года.

### Сотрудничество с Samsung
В 2014 году Samsung начала сотрудничество с Oculus для разработки Gear VR, под воздействием успеха бывшего тогда в разработке Rift.
Во время 2014 и 2015 годах были разработаны, произведены и проданы две «версии для инноваторов» (англ. Innovator Editions) (версии Gear VR, которые в основном предназначались исключительно для исследований и изучения). Они использовали Note 4.
20 ноября 2015 года была выпущена и полностью распродана во время первых поступлений потребительская версия Gear VR.
Устройство поддерживало Samsung Galaxy Note 5, Samsung Galaxy S6, Samsung Galaxy S6 Edge, Samsung Galaxy S6 Edge+, а позднее Samsung Galaxy S7 и Samsung Galaxy S7 Edge.

### Поглощение Surreal Vision
В мае 2015 года Oculus купил британскую компанию, занимающуюся реконструкцией 3D-разметки пространства и дополненной реальностью. СМИ сообщали, что вместе они могут создать технологию «смешанной реальности» в продуктах Oculus, похожую на таковую от Microsoft. Также сообщалось, что при помощи технологий Surreal Oculus сможет создать технологию телеприсутствия.

### Поглощение The Eye Tribe
18 декабря 2016 года СМИ сообщили, что Facebook, материнская компания Oculus VR, поглотила датский стартап The Eye Tribe за неразглашенную сумму. Компания предоставляет технологию слежения за глазами, используемую для улучшения опыта взаимодействия пользователей при работе с виртуальной реальностью. Технология визуализирует только те области, куда смотрит пользователь, а в отдаленных от зоны видимости пользователя областях, используется более низкое разрешение, что позволяет увеличить производительность.

### Судебное разбирательство с ZeniMax Media
После поглощения Фейсбуком Oculus VR материнская компания id Software и прошлый работодатель Джона Кармака, ZeniMax Media, подала в суд на Oculus, обвиняя компанию в воровстве интеллектуальной собственности, имеющей отношение к Oculus Rift в связи с переходом Кармака в Oculus. Дело ZeniMax против Oculus слушалось в суде присяжных в Федеральном окружном суде США Северного Округа Техаса, в феврале 2017 года был оглашен вердикт, гласящий, что Кармак взял программный код ZeniMax и использовал его при разработке программного обеспечения Oculus Rift, нарушив свое соглашение о неразглашении с ZeniMax, а использование кода Oculus было расценено как нарушение авторского права. Суд присудил ZeniMax $500 млн, а истец и ответчик планируют последующие судебные действия.

### Судебное дело о товарном знаке Oculus в России
28 апреля 2020 года компания Facebook Technologies подала иск к петербургской компании ООО «ЭКО» о досрочном прекращении правовой охраны товарного знака № 599032 «Окулюс»/Oculus, зарегистрированного в 2016 году. Компания из Санкт-Петербурга зарегистрировала товарный знак для лекарств, растений, а также для проведения компьютерных игр и обеспечения игрового процесса. Предварительное судебное заседание прошло 15 июня 2020 года, а уже 10 сентября этого же года, Московский суд по интеллектуальным правам частично удовлетворил иск в пользу Facebook Technologies.

## Oculus Studios
Oculus Studios — подразделение Meta Quest занимающееся финансированием и изданием игр, а также технической консультацией сторонних разработчиков для Meta Quest. Meta пообещала инвестировать более $500 млн в Oculus Studios.

### Игры
Следующая таблица содержит неполный список игр, изданных Oculus Studios для Meta Quest.
| Название игры           | Даты выпуска     | Платформа   |
| ----------------------- | ---------------- | ----------- |
| Chronos                 | 25 марта 2016    | Oculus Rift |
| Lucky's Tale            | 28 марта 2016    | Oculus Rift |
| Defense Grid 2          | 28 марта 2016    | Oculus Rift |
| The Climb               | 23 апреля 2016   | Oculus Rift |
| Edge of Nowhere         | 6 июня 2016      | Oculus Rift |
| Damaged Core            | 30 августа 2016  | Oculus Rift |
| Feral Rites             | 13 сентября 2016 | Oculus Rift |
| Dragon Front            | 6 октября 2016   | Oculus Rift |
| Dead and Buried         | 5 декабря 2016   | Oculus Rift |
| The Unspoken            | 5 декабря 2016   | Oculus Rift |
| Landfall                | 21 февраля 2017  | Oculus Rift |
| Robo Recall             | 1 марта 2017     | Oculus Rift |
| Rock Band VR            | 23 марта 2017    | Oculus Rift |
| Wilson's Heart          | 22 апреля 2017   | Oculus Rift |
| Witchblood              | 8 июня 2017      | Oculus Rift |
| The Mage's Tale         | 20 июня 2017     | Oculus Rift |
| Echo Arena              | 20 июля 2017     | Oculus Rift |
| Lone Echo               | 20 июля 2017     | Oculus Rift |
| Arktika.1               | 10 октября 2017  | Oculus Rift |
| From Other Suns         | 12 ноября 2017   | Oculus Rift |
| Marvel Powers United VR | 26 июля 2018     | Oculus Rift |
| Stormland               | 2019             | Oculus Rift |
| Lone Echo II            | 2019             | Oculus Rift |